# Rajki Sándor
| Rajki Sándor. MTVA Archívum. Fotótár. 1970. | Rajki Sándor. MTVA Archívum. Fotótár. 1970. |
| Kattints az alábbi külső linkek egyikére!   | Kattints az alábbi külső linkek egyikére!   |
| ------------------------------------------- | ------------------------------------------- |
| Nem található szabad kép.(?)                |                                             |
| külső link · jogvédett                      | Rajki Sándor                                |

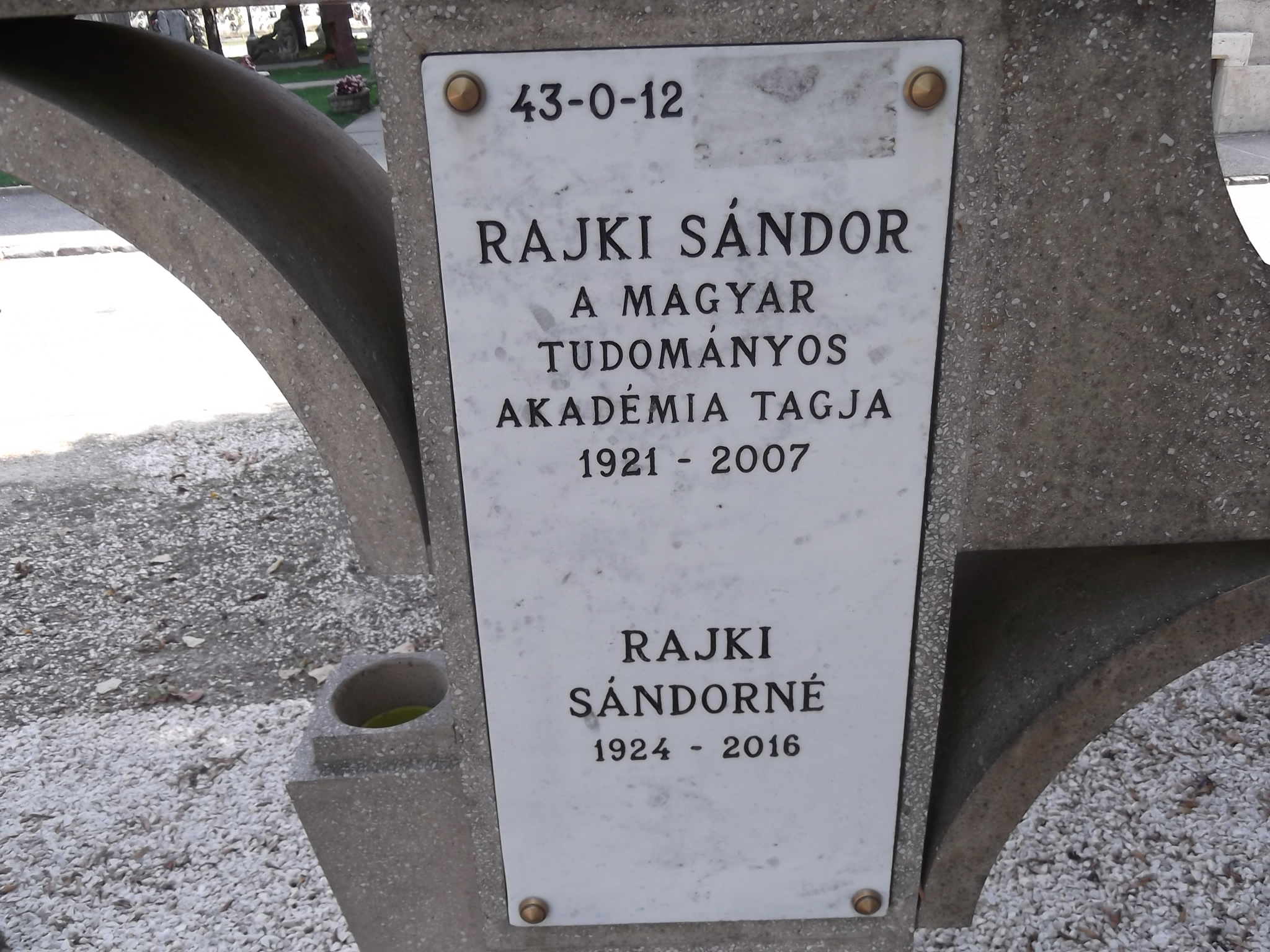
Rajki Sándor sírja a Farkasréti Temetőben

Rajki Sándor (Pusztaföldvár, 1921. június 5. – Kistarcsa, 2007. június 7.) magyar biológus, agrármérnök, genetikus, a Magyar Tudományos Akadémia tagja (l: 1976–1990, r: 1990-). A Magyar Tudományos Akadémia Növénynemesítési Bizottságának tagja, valamint a Moszkvai Mezőgazdasági Tudományos Akadémia külföldi tagja volt. A Gödöllői Agrártudományi Egyetem címzetes egyetemi tanára volt. A biológiai tudományok kandidátusa (Moszkva, 1955; honosítva: Budapest, 1955) és doktora (1966).

## Életpályája
1944-ben diplomázott a kolozsvári Agrármérnöki Gazdasági Akadémián. 1944–1945 között a pusztaföldvári Wenckheim-gazdaság vezetőjeként dolgozott. 1945–1948 között a Magyaróvári Mezőgazdasági Főiskola tanársegéde volt. 1946-ban a Magyaróvári Mezőgazdasági Főiskolán mezőgazdasági mérnöki oklevelet kapott. 1948-ban a Földművelésügyi Minisztérium Szakoktatási Főosztályának előadójaként dolgozott. 1948-ban a Gödöllői Agrártudományi Egyetemen mezőgazdasági doktori oklevelet szerzett. 1948–1949 között a Miniszterelnökség melletti Tudományos Tanács szaktitkára volt. 1949-ben a Pázmány Péter Tudományegyetem Általános Jogtudományi Karán is végzett. 1949–1951 között, valamint 1954–1955 között a moszkvai Tyimirjazov Mezőgazdasági Akadémia aspiránsa volt. 1951–1954 között a Földművelésügyi Minisztérium Kísérletügyi Osztályának vezetője, illetve a a Növénytermesztési Főosztály helyettes vezetője volt. 1955–1980 között Martonvásáron a Magyar Tudományos Akadémia Mezőgazdasági Kutatóintézetének igazgatója, 1981–1983 között tudományos tanácsadója volt. 1963–1964 között a Minnesota Egyetem ösztöndíjas vendégkutatója volt. 1965–1984 között az Acta Agronomica főszerkesztője, 1985-től főszerkesztő-helyettese volt. 1976–1990 között a Magyar Tudományos Akadémia levelező, 1990-től rendes tagja. 1985-ben Rómában a FAO tudományos konzultánsa volt. 1985–1986 között Iowában, 1986–1988 között, valamint 1990-ben Coloradóban konzultáns genetikus volt.

### Kutatási területe
Kutatási területe a hazai intenzív búzanemesítés megalapozása és kifejlesztése, és tucatnyi, saját nemesítésű (20–35%-os részesedéssel) búzafajta és a hibridkukorica introdukciója, a tavaszi búza ősziesítése nemcsak szabadföldön, hanem reprodukálható körülmények között, fitotronban is. Elgondolásai alapján kezdték meg az első magyarországi hibridkukorica-magüzem létrehozását (Martonvásár, 1956). Nevéhez fűződik a hibridbúza előállítását megalapozó tudományos vizsgálatok megindítása. Alapvetően új eredményeket ért el a tavaszi búza ősziesítésének genetikai megalapozásában.

## Családja
Szülei: Rajki Sándor és Nagy Mária voltak. 1949-ben házasságot kötött Robert Vera-val. 1956-ban Cicer Erna mezőgazdasági mérnök, tudományos főmunkatárs, kandidátus lett második felesége. Három gyermeke született: Klára (1953), Sándor (1957) és Katalin (1958–1884).

## Művei
- Közönséges búzafajták tenyészideje és megváltoztatásának egyes módjai (Növénytermelés, 1960)
- A kukoricakutatások helyzete és perspektívája Magyarországon (Magyar Tudomány, 1963)
- Environmental Influence and Selection (Acta Agronomica, 1965)
- On the Situation in Genetics (1966)
- Ősziesítésés genetikai értelmezése (Martonvásár, 1966)
- Autumnisation and its Genetic Interpretation (1967)
- Monosomic Analysis of Growth Habit in Autumnisation Process (Genetica Agraria, 1969)
- Martonvásár első húsz éve - The First Twenty Years of Martonvásár (1971)
- Autumnisation (Acta Agronomica, 1985)
- Konzultáns geenetikusként Rómában és Amerikában. In: Értekezések, emlékezések (Budapest, 1993)
- Autumnisation and the Phytotron in Martonvásár. Proceedings of the International Symposium of Cereal Adaptation to Low Temperaturel Stress (1997)

## Díjai
- Állami Díj (1970)
- Fleischmann Rudolf-díj (1977)